# Matthias Komm

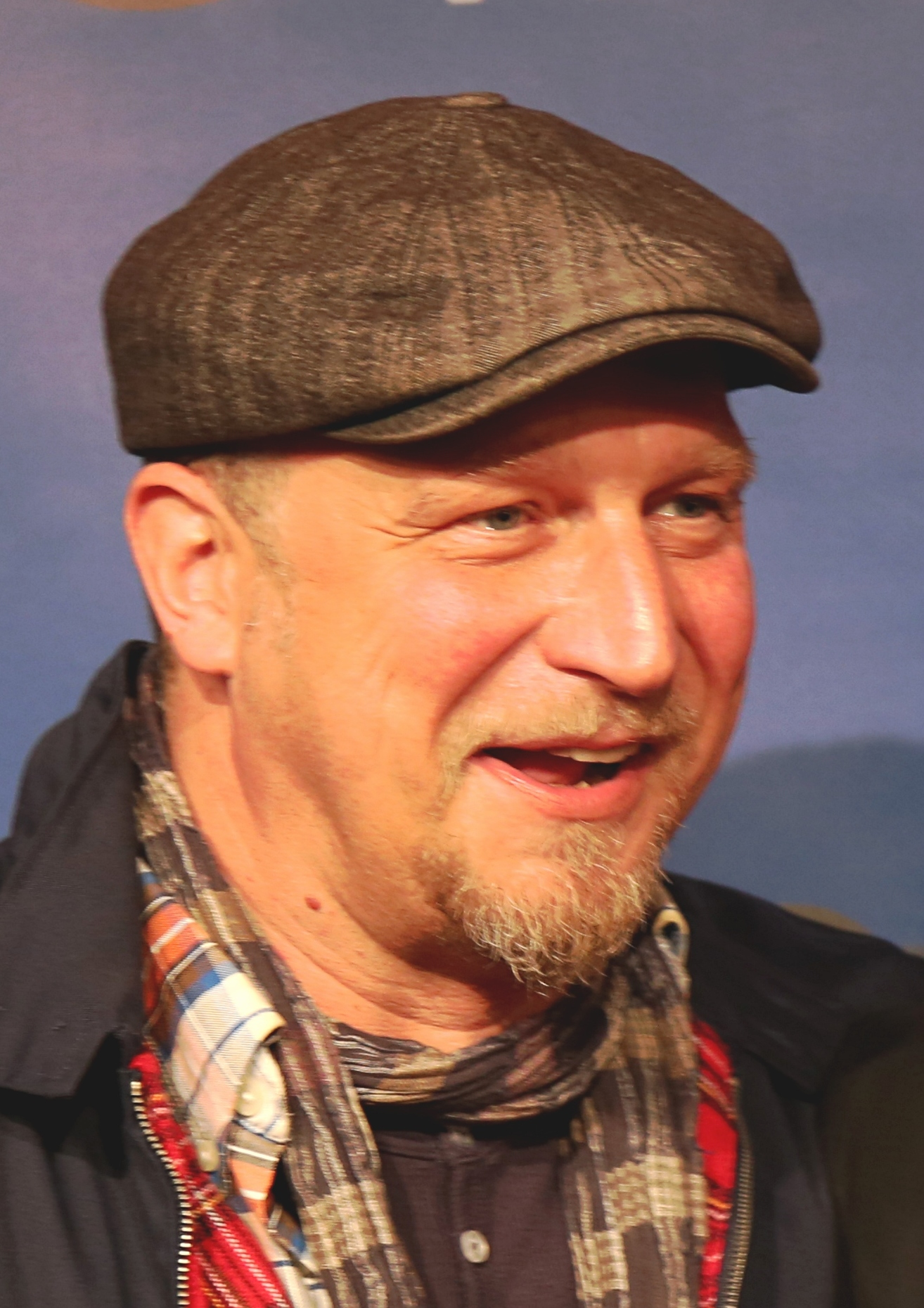
Matthias Komm (2017)

Matthias Komm (* 1966 in Bielefeld) ist ein deutscher Schauspieler, Regisseur und Autor.

## Leben

### Ausbildung und Theater
Komm wollte aus Liebe zur Musik eigentlich Dirigent werden. Er absolvierte von 1985 bis 1988 eine Schauspielausbildung an der Schauspielschule „Der Keller“ in Köln. Er begann seine Theaterlaufbahn mit Stückverträgen am Schauspielhaus Düsseldorf (1988), an den Bühnen der Stadt Bonn (1988) und am Theater Essen (1988). Anschließend war er vier Jahre festes Ensemblemitglied an den Städtischen Bühnen Bielefeld. Danach folgten Engagements am Theater Freiburg und am Staatstheater Karlsruhe. In der Spielzeit 2009/10 trat er an der Berliner Volksbühne in der Theaterproduktion Seestücke nach Fragmenten von Friedrich Schiller auf.
Als Theaterregisseur arbeitete Komm u. a. am Theater Zittau (1993), am Theater Dortmund (2000/2001; Peer Gynt), am Musical Theater Bremen (2007), am Theater Die Etage in Berlin (2006 Dantons Tod, Leonce und Lena; 2008 Nora oder ein Puppenheim) und mehrfach am Friedrichstadtpalast Berlin (2003 und 2005; Lieblingsfarbe Bunt). Er legte eigene Bühnenfassungen von Die kleine Meerjungfrau nach Hans Christian Andersen (Theater Dortmund, 2002) und Peer Gynt vor. Er ist Autor des Theaterstücks Die Ruhe bleibt (2013).

### Film und Fernsehen
Komms Fernsehkarriere begann 1997 mit einer wiederkehrenden Seriennebenrolle in der ZDF-Serie Frauenarzt Dr. Markus Merthin, in der er Eicke, den beruflichen erfolglosen Bruder der Serienfigur Lena (Maren Schumacher), der Freundin von Dr. Markus Merthin, spielte.
Bekannt wurde Komm durch seine Mitwirkung in der Comedy-Serie Ritas Welt, wo er an der Seite von Gaby Köster und Frank Vockroth den „Matze“, einen Kumpel von Ritas Ehemann Horst, mit dem er zusammen einen Motorradladen eröffnet, spielte. In der Folgezeit wurde er für weitere Comedy-Serien verpflichtet. 2005/2006 hatte er in der Comedy-Serie Axel! will’s wissen erneut eine durchgehende Serienhauptrolle als „Mütze“, der Kumpel von Axels Schwiegervater in spe Robert (Christian Tasche). Ab 2008 spielte er in der Comedy-Serie Volles Haus den Kneipenbesitzer und Mittdreißiger Holger.
2005 verkörperte er in dem TV-Sozialdrama Dem Himmel sei Dank, in dem Marie-Luise Marjan eine tatkräftige Pastorin spielte, an der Seite von Therese Hämer, den in soziale Not geratenen Bauer Berner. Von 2007 bis 2012 hatte er eine durchgehende Seriennebenrolle als Polizist Marco Kühn in der ZDF-Vorabendserie Unser Charly. 2009 war er in dem „ZDF-Sonntagsfilm“ Ein Sommer in Long Island als Buchhändler Carl Johnson zu sehen. In der ARD-Fernsehkomödie Das Glück kommt unverhofft (2010) war er der Ehemann der Arbeitskollegin und besten Freundin der weiblichen Hauptfigur Lotte Wagner (Jule Ronstedt). In dem ARD-Krimi Schimanski: Schuld und Sühne (2011) spielte er den Polizeihauptkommissar Martin Schmale. Im Tatort: Mein Revier (2012) verkörperte er den Streifenpolizisten Rainer Polland, der gemeinsam mit seinem Kollegen Paul Klose (Aleksandar Radenkovic) für Ordnung in „seinem Revier“ sorgt. Das ZDF besetzte Komm für den Inga-Lindström-Film Wer, wenn nicht du (2013) in einer Nebenrolle als Bauer Morten. Eine kleine Rolle hatte er in dem ZDF-Historienfilm Das goldene Ufer (2015), in dem er neben Volker Bruch einen Wirt in Göttingen spielte.
Komm hatte zahlreiche Episodenhaupt- und -nebenrollen in Fernsehserien. Insgesamt übernahm er zwischen 2005 und 2014 viermal eine Gastrolle in der ARD-Erfolgsserie In aller Freundschaft. Er spielte unter anderem einen Jugendfreund der Serienfigur Dr. Achim Kreutzer, der einen schweren Motorradunfall erleidet (2005), einen Bankräuber und Häftling, der als Organspender für seinen 16-jährigen Sohn in Frage kommt (2006), einen an Klaustrophobie erkrankten Feuerwehrmann (2010) und einen gegenüber seiner Freundin aggressiven und gewalttätigen Patienten (2014, Folge 633). Auch in den Serien SOKO Köln und Alarm für Cobra 11 – Die Autobahnpolizei war er mehrfach zu sehen.
Komm hatte außerdem Episodenrollen in den Serien SOKO Stuttgart (2010; als Mitarbeiter einer Security-Firma und bester Freund des Mordopfers), Heiter bis tödlich: Hauptstadtrevier (2013; als Mietbetrüger Michael Wendel), Heiter bis tödlich: Morden im Norden (2013; als Motorradrocker Jo, an der Seite von Thomas Loibl), Der Bergdoktor (2013; als Freund der Serienfigur Thomas Weidler und neuer Lebensgefährte von dessen Ehefrau) und SOKO Kitzbühel (2014; als Primararzt Dr. Richard Meister).
In der 1. Staffel der ZDF-Serie Dr. Klein (2014) war er in einer Episodenrolle als Vater eines schwerkranken Jungen, der auf eine Stammzellenspende wartet, zu sehen. In der 3. Staffel der ZDF-Krimiserie Heldt (2015) spielte er den Kassenwart Charly Neuber. In der 7. Staffel der ZDF-Krimiserie SOKO Stuttgart (Erstausstrahlung: Dezember 2015) übernahm er die Rolle des Jazzmusikers Ronny Fischbach. In der 12. Staffel der ZDF-Krimiserie SOKO Wismar war er in einer Episodenhauptrolle als Kfz-Werkstattbesitzer Thorsten Adler zu sehen. In der 2. Staffel der ZDF-Serie Die Spezialisten – Im Namen der Opfer (Erstausstrahlung: Februar 2017) hatte er eine Episodenrolle als DDR-Gebrauchtwagenhändler Ingo Schlöttke. In der 11. Staffel der ZDF-Serie Notruf Hafenkante (2017) war er als Boxtrainer Werner Kress zu sehen. In der 17. Staffel der ZDF-Serie SOKO Köln (2019) spielte Komm eine der Episodenhauptrollen als tatverdächtiger Gastwirt und Vater einer ermordeten Gemeindemitarbeiterin. In der 22. Staffel der TV-Serie In aller Freundschaft (2019) übernahm Komm, an der Seite von Petra Kleinert, eine der Episodenhauptrollen als herzkranker Biologe und Stadtrat, der sich für den Erhalt von Grünflächen einsetzt. In der 20. Staffel der ZDF-Serie SOKO Leipzig (2020) hatte Komm eine dramatische Episodenhauptrolle als zu Gewaltausbrüchen neigender Ex-Mann der ermittelnden Polizeikommissarin Dagmar Schnee (Petra Kleinert).

### Privates
Komm lebt seit 1997 in Berlin. Er ist seit 2010 mit der Schauspielerin Tessa Mittelstaedt liiert. Matthias Komm ist außerdem Maler und Fotograf.

## Filmografie
- 1997: Frauenarzt Dr. Markus Merthin (Fernsehserie; Seriennebenrolle)
- 1997: Lea Katz – Die Kriminalpsychologin: Das wilde Kind
- 1998: Rosa Roth – Wintersaat (Fernsehfilm)
- 1998: Schloss Einstein (Kinderserie)
- 1999–2003: Ritas Welt (Comedy-Serie; Serienhauptrolle)
- 2002: Alarm für Cobra 11 – Die Autobahnpolizei (Fernsehserie; Folge: Wehrlos)
- 2005: Dem Himmel sei Dank (Fernsehfilm)
- 2005: In aller Freundschaft (Fernsehserie; Folge: Ein schwarzer Tag)
- 2005–2006: Axel! will’s wissen (Comedy-Serie; Serienhauptrolle)
- 2006: Alarm für Cobra 11 – Die Autobahnpolizei (Fernsehserie; Folge: Außer Kontrolle)
- 2006: In aller Freundschaft (Fernsehserie; Folge: Vergessene Zeit)
- 2006: Wo ist Fred?
- 2007: Ultima Ratio (Kurzfilm)
- 2007: Ein Fall für Nadja (Fernsehserie; Folge: Verschwunden)
- 2007–2012: Unser Charly (Fernsehserie; Seriennebenrolle)
- 2008; 2011: Volles Haus (Comedy-Serie; Serienhauptrolle)
- 2009: Lasko – Die Faust Gottes (Fernsehserie; Folge: Milena)
- 2009: SOKO Köln (Fernsehserie; Folge: Bis an den Hals)
- 2009: Ein Sommer in Long Island (Fernsehfilm)
- 2009: Wenn die Welt uns gehört (Fernsehfilm)
- 2010: Das Glück kommt unverhofft (Fernsehfilm)
- 2010: Wilsberg – Bullenball (Fernsehreihe)
- 2010: SOKO Stuttgart (Fernsehserie; Folge: Türen der Stadt)
- 2010: In aller Freundschaft (Fernsehserie; Folge: Morgendämmerung)
- 2011: Schimanski: Schuld und Sühne (Fernsehfilm)
- 2012: Der letzte Bulle (Fernsehserie; Folge: Nymphen und Don Juans)
- 2012: Willkommen im Krieg (Fernsehfilm)
- 2012: SOKO Köln (Fernsehserie; Folge: Blaulicht)
- 2012: Der Dicke (Fernsehserie; Folge: Verlustgeschäfte)
- 2012: Mord mit Aussicht (Fernsehserie; Folge: Scharfe Bräute, ganze Kerle)
- 2012: Tatort: Mein Revier (Fernsehreihe)
- 2012–2015: Die LottoKönige (Comedy-Serie; Serienhauptrolle, 15 Folgen)
- 2013: Heiter bis tödlich: Hauptstadtrevier (Fernsehserie; Folge: Trautes Heim)
- 2013: Heiter bis tödlich: Morden im Norden (Fernsehserie; Folge: Der Fingerzeig)
- 2013: Inga Lindström: Wer, wenn nicht du (Fernsehfilm)
- 2013: Der Bergdoktor (Fernsehserie; Folge: Allein)
- 2014: SOKO Kitzbühel (Fernsehserie; Folge: Fehldiagnose)
- 2014: Großstadtrevier (Fernsehserie; Folge: Der gute Bulle)
- 2014: In aller Freundschaft (Fernsehserie; Folge: Verdachtsmomente)
- 2014: Dr. Klein (Fernsehserie; Folge: Schatten)
- 2015: Der Lehrer (Fernsehserie; Folge: Wo war nochmal der Feuerlöscher?)
- 2015: Stralsund – Kreuzfeuer (Fernsehreihe)
- 2015: Heldt (Fernsehserie; Folge: Fahnenklau)
- 2015: Das goldene Ufer (Fernsehfilm)
- 2015: Tatort: Benutzt (Fernsehreihe)
- 2015: SOKO Stuttgart (Fernsehserie; Folge: Das Leben des Brian)
- 2016: Der Bergdoktor (Fernsehserie, Folge: Die falsche Frau)
- 2016: SOKO Leipzig (Fernsehserie; Folge: Linie 131)
- 2016: SOKO Wismar (Fernsehserie; Folge: Der verlorene Sohn)
- 2016: Ein starkes Team – Knastelse (Fernsehreihe)
- 2017–2021: Magda macht das schon! (Comedy-Serie; Serienhauptrolle)
- 2017: Die Spezialisten – Im Namen der Opfer (Fernsehserie; Folge: Traumhafte Zeiten)
- 2017: Notruf Hafenkante (Fernsehserie; Folge: Ein guter Junge)
- 2017: Praxis mit Meerblick – Willkommen auf Rügen (Fernsehfilm)
- 2017: Bella Block: Stille Wasser (Fernsehreihe)
- 2017: Dengler: Die schützende Hand (Fernsehreihe)
- 2018: Chaos-Queens: Ehebrecher und andere Unschuldslämmer (Fernsehfilm)
- 2019: SOKO Köln (Fernsehserie; Folge: Heilige Maria)
- 2019: In aller Freundschaft (Fernsehserie; Folge: Ein grünes Herz)
- 2019: Letzte Spur Berlin (Fernsehserie; Folge: Uniformträger)
- 2019: Ein ganz normaler Tag (Fernsehfilm)
- 2019: Notruf Hafenkante (Fernsehserie; Folge: Blutsbrüder)
- 2020: SOKO Leipzig (Fernsehserie; Folge: Schmetterlingstage, Monstertage)
- 2020: SOKO Stuttgart (Fernsehserie; Folge: Hotel Futuro)
- 2021: SOKO Wismar (Fernsehserie; Folge: Die Kneipe)
- 2021: In aller Freundschaft – Die jungen Ärzte (Fernsehserie; Folge: Konsequenz)
- 2021: Nix Festes (Fernsehserie; Folge: Die große Rede)
- 2021: Großstadtrevier (Fernsehserie; Folge: Endlose Liebe)
- 2022: Der Bergdoktor (Fernsehserie, Folge: Endlich Leben)
- 2022: Tatort: Propheteus (Fernsehreihe)
- 2023: Morden im Norden (Fernsehserie; Folge: Blutspur)
- seit 2023: Tierärztin Dr. Mertens (Fernsehserie)
- 2023: Notruf Hafenkante (Fernsehserie; Folge: Ausgemustert)
- 2024: WaPo Berlin (Fernsehserie; Folge: Männerschutzgebiet)
- 2024: Blutige Anfänger (Fernsehserie; Folge: Babyalarm)
- 2024: In aller Freundschaft – Die jungen Ärzte (Fernsehserie; Folge: Neue Ordnung)
- 2024: Für immer Freibad (Fernsehfilm)
- 2024: Bettys Diagnose (Fernsehserie; Folge: Qualitäten)
- 2025: Der Alte (Fernsehserie; Folge: Bevorzugt behandelt)